# Miruthan
Miruthan é um filme de suspense e ficção científica produzido na Índia, dirigido por Shakti Soundar Rajan e lançado em 2016.